# Boris Siczkin
Boris Siczkin, ros. Борис Михайлович Сичкин (ur. 15 sierpnia 1922 w Kijowie, zm. 21 marca 2002 w Nowym Jorku) – radziecki aktor filmowy, choreograf, mistrz recytacji, kompozytor.